# Can Palet de Vista Alegre
Can Palet de Vista Alegre (de vegades ortografiat Can Palet de Vistalegre) és una urbanització de Terrassa, a un parell de quilòmetres al sud-oest de la ciutat, adscrita al districte 4 o de Ponent. Situada damunt la carretera C-243c, o carretera de Martorell, a la zona boscosa de la falda del turó de Montagut (403 m) i travessada pel torrent Fondo, emissari de la riera de Gaià. Es troba prop dels termes municipals de Rubí, Ullastrell i Viladecavalls i és adjacent a les urbanitzacions de les Martines i les Carbonelles, a l'altra banda de la carretera.
Segons el cens del 2021, hi residien 1.528 persones en una extensió de 0,76 km².
El pla urbanístic de Terrassa conegut com el Pla Vinyals, de 1933, ja en preveia la creació com a "ciutat jardí". És un barri de cases de segona residència amb zona verda, moltes vegades d'autoconstrucció. Es va crear en terrenys de la masia de Can Palet de Vista Alegre, d'on prové el seu nom actual, ja que anteriorment s'havia anomenat aquesta àrea residencial El Sosiego. Depèn de la parròquia de la Sagrada Família, a Ca n'Aurell.